# Gajówka (Bugaj)
Gajówka – osada leśna wsi Bugaj w Polsce,położona w województwie świętokrzyskim, w powiecie pińczowskim, w gminie Pińczów.
W latach 1975–1998 osada administracyjnie należała do województwa kieleckiego.